# Кераміка Яйой

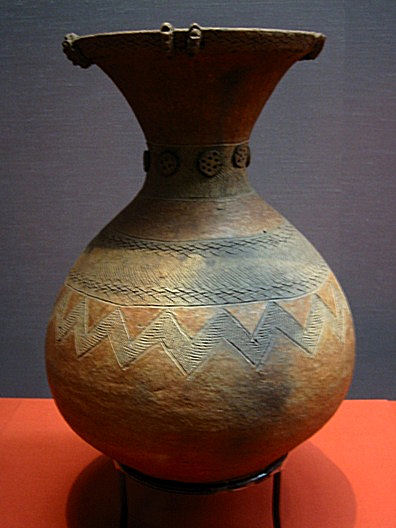
Глечик, перша половина III ст., стоянка Куґахара, Токіо

Яйойська кераміка (弥生土器 Yayoi doki) — глиняна кераміка, виготовлена в історичний період японської історії Яйой. Даний період був початком епохи залізної доби на острові і датований від 300 рр. до н.е. до 300 р. н. е.  Кераміка дозволила визначити період Яйой та його основні риси, такі як сільське господарство та початок соціальної статифікації. 

## Історія
Відмінними характеристиками періоду Яйой є поява нових стилів кераміки, що відрізняє її від попередньої кераміки Джьомон. Різниця між ними полягає в тому, що кераміка Яйой має технічно краще виконання, але менш художньо витончена і різноманітна.  Все це завдяки тому, що кераміка Джьомон відрізнялася більшою свободою дизайну та різноманітністю форм. 
Вважається, що керамікою Яйой торгувало тодішнє корінне населення Японії, але через релігійні війни ця торгівля не повелася   . Після періоду Яйой ішла кераміка Хаджі періоду Кофун.
Є відомості, в яких зазначається схожість між керамікою Яйой та керамікою періоду пізнього мумун в псевдокорейському стилі.  Дана схожість базується на гібридизації чи імітації та є характерною у випадку гібридного стилю кераміки, що вироблявся на островах Некудо Сачхон. 